# Monun I.
Monun I. (grč. Μονούνιος) je bio ilirski kralj iz plemena Dardanaca koji je živio u 3. stoljeću pr. Kr. Vladao je od oko 290. do 270. godine pr. Kr. Činjenica da je nekoliko dardanskih vladara imalo isto ime razlog je određenim zabunama.
Monun je imao kćer po imenu Etuta ili Etleua i nju je oženio drugi ilirski kralj po imenu Gencije. On je bio prvi Ilir koji je kovao svoj novac i to u Dyrrhachiumu (današnji Drač, u Albaniji). U Albaniji je pronađeno i 40 srebrnih novčića za koje se vjeruje da su bili Monunovi. Na novčićima se nalazi prikaz krave koja doji i gleda tele, a iznad njih je donja vilična kost vepra. Na drugoj strani se nalazi dvostruko pravokutno polje podijeljeno na četiri dijela sa simetričnim simbolima. S vanjske strane pravoukutnika nalazi se ime (M)ONOYNIOY - Monunius i BACIΛEΩ(Σ) - kralj.
Kod Ohridskog jezera, u blizini ilirsko-makedonske granice pronađena je brončana kaciga na kojoj je upisano Monunovo ime.

## Vanjske poveznice
- O Iliriji  Arhivirana inačica izvorne stranice od 2. travnja 2015. (Wayback Machine)
- Arhiva starog novca